# Badger (Shropshire)
 (octobre 2023).
Pour les articles homonymes, voir Badger.
Badger est une paroisse civile et un village du Shropshire, en Angleterre.